# Ideoblothrus costaricensis
Ideoblothrus costaricensis är en spindeldjursart som först beskrevs av Beier 1931.  Ideoblothrus costaricensis ingår i släktet Ideoblothrus och familjen spinnklokrypare. Inga underarter finns listade i Catalogue of Life.